# Liste von Flughäfen in Frankreich

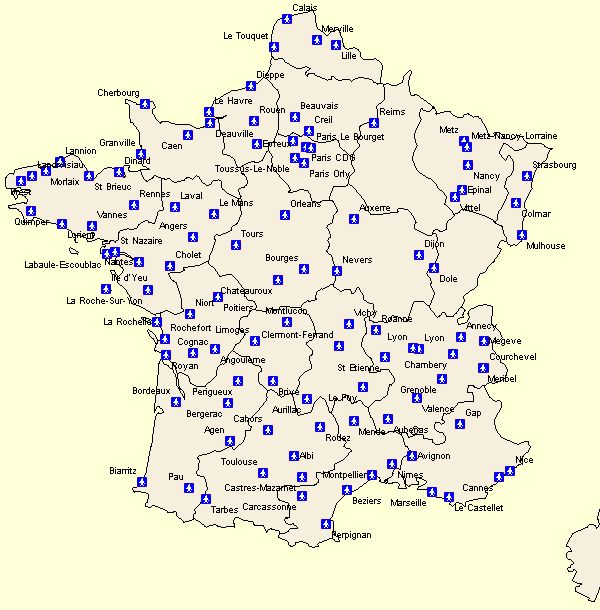
Flughäfen auf dem französischen Festland

Die bedeutendsten Flughäfen Frankreichs werden hier nach ihrem Passagieraufkommen (mehr als 100.000 Reisende pro Jahr) angegeben (Stand 2023).
Die Liste beinhaltet auch die Flughäfen der französischen Übersee-Départements. Diese sind in der Tabelle farbig unterlegt.
Der Flughafen Paris-Charles-de-Gaulle zählte im Jahr 2024 über 70 Millionen Passagiere, was ihn in nach dem London Heathrow Airport mit knapp 84 Millionen Passagieren und vor dem Flughafen Frankfurt Main mit circa 61,6 Millionen Passagieren zum zweitwichtigsten Passagierflughafen in Europa macht.
| Rang | Flughafen                              | Ort                               | IATA-Code         | ICAO-Code | Anzahl der Passagiere (2023) |
| ---- | -------------------------------------- | --------------------------------- | ----------------- | --------- | ---------------------------- |
| 1    | Flughafen Paris-Charles-de-Gaulle      | Paris                             | CDG               | LFPG      | 067.425.115                  |
| 2    | Flughafen Paris-Orly                   | Paris                             | ORY               | LFPO      | 032.295.011                  |
| 3    | Flughafen Nizza Côte d’Azur            | Nizza                             | NCE               | LFMN      | 014.187.156                  |
| 4    | Flughafen Marseille Provence           | Marseille                         | MRS               | LFML      | 010.836.909                  |
| 5    | Flughafen Lyon Saint-Exupéry           | Lyon                              | LYS               | LFLL      | 0 9.965.041                  |
| 6    | Flughafen Basel-Mülhausen-Freiburg     | Mülhausen                         | BSL, MLH oder EAP | LFSB      | 0 8.079.613                  |
| 7    | Flughafen Toulouse-Blagnac             | Toulouse                          | TLS               | LFBO      | 0 7.810.014                  |
| 8    | Flughafen Bordeaux                     | Bordeaux                          | BOD               | LFBD      | 0 6.583.437                  |
| 9    | Flughafen Nantes                       | Nantes                            | NTE               | LFRS      | 0 6.522.769                  |
| 10   | Flughafen Beauvais-Tillé               | Beauvais                          | BVA               | LFOB      | 0 5.636.820                  |
| 11   | Flughafen Réunion                      | Saint-Denis, Réunion              | RUN               | FMEE      | 0 2.686.725                  |
| 12   | Flughafen Pointe-à-Pitre               | Pointe-à-Pitre, Guadeloupe        | PTP               | TFRR      | 0 2.153.106                  |
| 13   | Flughafen Lille                        | Lille                             | LIL               | LFQQ      | 0 1.861.620                  |
| 14   | Flughafen Martinique                   | Fort-de-France, Martinique        | FDF               | TFFF      | 0 1.845.285                  |
| 15   | Flughafen Montpellier                  | Montpellier                       | MPL               | LFMT      | 0 1.750.385                  |
| 16   | Flughafen Tahiti                       | Faa’a, Französisch-Polynesien     | PPT               | NTAA      | 0 1.652.888                  |
| 17   | Flughafen Ajaccio                      | Ajaccio, Korsika                  | AJA               | LFKJ      | 0 1.610.420                  |
| 18   | Flughafen Bastia                       | Bastia, Korsika                   | BIA               | LFKB      | 0 1.498.718                  |
| 19   | Flughafen Straßburg                    | Straßburg                         | SXB               | LFST      | 0 1.016.914                  |
| 20   | Flughafen Biarritz                     | Biarritz                          | BIQ               | LFBZ      | 0.0970.784                   |
| 21   | Flughafen Figari                       | Figari, Korsika                   | FSC               | LFKF      | 0.0852.104                   |
| 22   | Flughafen Brest                        | Brest                             | BES               | LFRB      | 0.0809.122                   |
| 23   | Flughafen Rennes                       | Rennes                            | RNS               | LFRN      | 0.0586.856                   |
| 24   | Flughafen Lourdes                      | Tarbes                            | LDE               | LFBT      | 0.0586.883                   |
| 25   | Flughafen La Tontouta                  | Nouméa, Neukaledonien             | NOU               | NWWW      | 0.0491.029                   |
| 26   | Flughafen Cayenne                      | Cayenne, Französisch-Guayana      | CAY               | SOCA      | 0.0487.412                   |
| 27   | Flughafen Perpignan                    | Perpignan                         | PGF               | LFMP      | 0.0473.751                   |
| 28   | Flughafen Dzaoudzi Pamandzi            | Pamandzi, Pamanzi                 | DZA               | FMCZ      | 0.0443.323                   |
| 29   | Flughafen Magenta                      | Nouméa, Neukaledonien             | GEA               | NWWM      | 0.0407.791                   |
| 30   | Flughafen Bora Bora                    | Bora Bora, Französisch-Polynesien | BOB               | NTTB      | 0.0384.225                   |
| 31   | Flughafen Calvi                        | Calvi, Korsika                    | CLY               | LFKC      | 0.0362.582                   |
| 32   | Flughafen Pau-Pyrenäen                 | Pau, Pyrenäen                     | PUF               | LFBP      | 0.0344.049                   |
| 33   | Flughafen Caen-Carpiquet               | Caen                              | CFR               | LFRK      | 0.0329.963                   |
| 34   | Flughafen Carcassonne                  | Carcassonne                       | CCF               | LFMK      | 0.0322.758                   |
| 35   | Flughafen Toulon-Hyères                | Toulon                            | TLN               | LFTH      | 0.0307.911                   |
| 36   | Flughafen Raiatea                      | Raiatea, Französisch-Polynesien   | RFP               | NTTR      | 0.0304.780                   |
| 37   | Flughafen Béziers                      | Béziers                           | BZR               | LFMU      | 0.0272.987                   |
| 38   | Flughafen Limoges                      | Limoges                           | LIG               | LFBL      | 0.0263.617                   |
| 39   | Flughafen Nîmes-Alès-Camargue-Cévennes | Nîmes                             | FNI               | LFTW      | 0.0251.762                   |
| 40   | Flughafen Grenoble                     | Grenoble                          | GNB               | LFLS      | 0.0246.949                   |
| 41   | Flughafen La Rochelle                  | La Rochelle                       | LRH               | LFBH      | 0.0246.010                   |
| 42   | Flughafen Bergerac                     | Bergerac                          | EGC               | LFBE      | 0.0236.893                   |
| 43   | Flughafen Clermont-Ferrand Auvergne    | Clermont-Ferrand                  | CFE               | LFLC      | 0.0230.250                   |
| 44   | Flughafen Tours                        | Tours                             | TUF               | LFOT      | 0.0206.033                   |
| 45   | Flughafen Saint-Martin - Grand-Case    | St. Martin, Karibik               | SFG               | TFFG      | 0.0204.038                   |
| 46   | Flughafen St. Barth                    | Saint-Barthélemy, Karibik         | SBH               | TFFJ      | 0.0203.681                   |
| 47   | Flughafen Chambéry-Savoie              | Chambéry                          | CMF               | LFLB      | 0.0168.372                   |
| 48   | Flughafen Huahine-Fare                 | Huahine, Französisch-Polynesien   | HUH               | NTTH      | 0.0158.781                   |
| 49   | Flughafen Lifou                        | Lifou, Neukaledonien              | LIF               | NWWL      | 0.0154.459                   |
| 50   | Flughafen Rangiroa                     | Rangiroa, Französisch-Polynesien  | RGI               | NTTG      | 0.0135.180                   |
| 51   | Flughafen Dole-Jura                    | Dole                              | DLE               | LFGJ      | 0.0124.436                   |
| 52   | Flughafen Le Bourget                   | Paris                             | LBG               | LFPB      | 0.0103.120                   |
| 53   | Flughafen Metz-Nancy-Lothringen        | Metz                              | ETZ               | LFJL      | 0.0101.213                   |